# Franz Sabo
Franz Sabo (* 15. Oktober 1953) ist ein deutscher römisch-katholischer Pfarrer. Als Pfarrer von Röschenz (Schweiz) wurden ihm nach öffentlich geäusserter Kritik an der kirchlichen Hierarchie im Herbst 2005 die Missio canonica und kurz darauf die Erlaubnis zur Ausübung seiner priesterlichen Amtsbefugnisse entzogen. Anschliessend war er etwa zwei Jahre lang kirchenrechtlich suspendiert.

## Der Konflikt mit der Leitung des Bistums Basel

### Auslöser und Resonanz
In zwei Zeitungsartikeln im Jahre 2003 sowie im Februar 2005 warf Franz Sabo der römisch-katholischen Kirche Erstarrung und mangelnden Modernisierungswillen vor, woraufhin ihm Kurt Koch, damals Bischof von Basel, die Missio canonica entzog, das Lesen der Messe verbot und ausserdem erklärte, dass der Bischof von Sabos Heimatbistum Bamberg künftig für ihn zuständig sei. Dieses erklärte jedoch Bischof Koch für weiterhin zuständig, solange Sabo nicht nach Bamberg zurückkehre.
Sabo missachtete das Verbot und las weiterhin Messen in Röschenz, wobei sich die dortige Kirchengemeinde hinter ihren 1998 eingestellten Pfarrer stellte; rund 1200 der 1700 Dorfeinwohner sind katholisch. Im April 2005 sprachen sich die 415 Teilnehmer einer ausserordentlichen Kirchengemeindeversammlung mehrheitlich, aber rechtlich nicht bindend, dafür aus, Sabo trotz der vom Bischof angeordneten Kündigung weiter zu beschäftigen. Da der Pfarrer in der Schweiz von der jeweiligen Kirchengemeinde angestellt ist, kann aus arbeitsrechtlicher Sicht ein Pfarrer nur vom Kirchengemeinderat, aber nicht vom Bistum entlassen werden. Der Kirche blieb als letztes Rechtsmittel die Exkommunikation von Sabo sowie des Kirchengemeinderates.

### Vorwurf des Kindsmissbrauchs
In der Woche des 24. Oktobers 2005 überschlugen sich die Ereignisse. Der Kirchengemeinderat von Röschenz, der Sabo verteidigte, machte publik, dass im Frühling 2002 ein unbekannter Informant den Pfarrer beim Bistum wegen Kindsmissbrauchs denunziert hatte. Anstelle wie bei einem Offizialdelikt üblich die Staatsanwaltschaft einzuschalten, hatte das Bistum im September 2003 eine interne Untersuchung durchgeführt, welche in ein Gutachten mündete. Die Zeitung Blick schrieb: «Obwohl dieses Gutachten die Vorwürfe wegen Kindsmissbrauchs nicht bestätigen kann, stellt es Sabo in ein schlechtes Licht und fordert seine Entlassung.»
Franz Sabo liess auf eigene Kosten eine Gegenexpertise erstellen, die ihn von allen Vorwürfen entlastete. Darauf einigten sich Sabo und das Bistum, eine unabhängige Untersuchung durch die Berner Professorin für Gerichtspsychiatrie, Anneliese Ermer, durchzuführen. Diese fand bei Sabo weder Hinweise auf ein Vergehen noch Indizien für eine pädophile Neigung.
Der Informant meldete sich dann im Oktober 2004 bei der Polizei. Die Staatsanwaltschaft liess die Wohnung des Pfarrers durchsuchen. Sein Computer wurde beschlagnahmt. Die folgende Untersuchung im Rahmen eines Strafverfahrens brachte wiederum keine Hinweise auf ein Vergehen zutage. Sabo galt nun auch offiziell als unschuldig.

### Suspension
In der Woche des 24. Oktobers 2005 suspendierte Bischof Koch Franz Sabo vom Dienst, nachdem sich die Kirchengemeinde von Kleinlützel am 21. Oktober mit einer Mehrheit von 63 % hinter Sabo gestellt hatte. Die Suspension ist ein Schritt, der weiter reicht als der blosse Entzug der Missio canonica. In einem Gottesdienst, der von einer Katechetin geleitet wurde, erklärte Sabo, dass er in wenigen Tagen eigenmächtig in den Dienst zurückkehren werde.
Ein weiteres Problem ergab sich in der Nachbargemeinde Kleinlützel, die teilzeitlich vom Pfarrer von Röschenz und Brüdern des Klosters Mariastein betreut wird. Nach der Massregelung Sabos erklärten die Brüder von Mariastein, sie würden ihr Teilpensum nicht mehr übernehmen, falls Sabo weiterhin predigte. Der Kirchengemeinderat von Kleinlützel beantragte daraufhin bei der Kirchengemeinde, Sabo nicht weiter zu beschäftigen. Sabo selbst erklärte, in Kleinlützel nur weiterzumachen, wenn sich in der Abstimmung mindestens 60 % für seine weitere Beschäftigung aussprächen.
An der Kirchengemeindeversammlung vom 12. Juni 2008 in Kleinlützel stimmte die Mehrheit gegen Pfarrer Sabo. Danach traten fünf der sechs Kirchengemeinderäte zurück. Damit stellte sich die Kirchengemeinde hinter die bischofstreue Schwester Maria Romer. Pfarrer Sabo teilte dann mit, dass er künftig davon absehen werde, in Kleinlützel Messe zu lesen. Somit war das Problem in Kleinlützel vorerst gelöst.

### Die Rolle der Landeskirche Baselland
Im November 2005 forderte die Synode der Landeskirche Baselland beide Seiten ultimativ zur Lösungsfindung auf. An derselben Synode wurde ein Rechtsgutachten vorgestellt, mit dem beleuchtet werden sollte, welche rechtlichen Probleme vorhanden sind. Insbesondere ging es um das Zusammenspiel und das gegenseitige Respektieren von kanonischem Recht einerseits und schweizerischem (Verwaltungs-)Recht andererseits. Dabei erhielten beide Seiten Argumente, an ihrer Position festzuhalten.
Im Juni 2006 verfügte der Landeskirchenrat der Landeskirche Baselland nach eingehendem Studium des Rechtsgutachtens, dass Röschenz die Kündigung durchzusetzen habe. Es sei nicht Sache des Landeskirchenrats zu entscheiden, ob der Entzug der Missio Canonica nach kanonischem Recht rechtmässig sei. Gegen diese Verfügung erhob die Kirchengemeinde Röschenz Beschwerde an das Verwaltungsgericht des Kantons Basel-Landschaft. Da der Landeskirchenrat den Entzug der Missio Canonica zu seinem Entscheidungsgegenstand gemacht hatte und bei einem negativen Entscheid des Kantonsgerichts die innerkirchliche bischöfliche Kompetenz tangiert worden wäre, bat das Kantonsgericht Bischof Koch um Darlegung seines Standpunktes. Diese Stellungnahme war freiwilliger Natur, bei einem etwaigen Verzicht darauf wäre das jedoch wohl zu Ungunsten des Bischofs ausgelegt worden. Gegen den Entscheid des Verwaltungsgerichts war eine Beschwerde an das Bundesgericht möglich (letzte Instanz).
Mit Urteil vom 5. September 2007 hiess das Baselbieter Kantonsgericht die Beschwerde der Gemeinde Röschenz gut, da das Bistum Basel und der Landeskirchenrat dem Pfarrer das rechtliche Gehör nicht gewährt und den Missio-Entzug nicht genügend begründet hätten. Damit durfte Franz Sabo Pfarrer der Kirchgemeinde Röschenz bleiben.

### Intervention des Erzbischofs von Bamberg
Im Dezember 2007 griff nunmehr auch der Erzbischof von Bamberg, Ludwig Schick, dessen Bistum Pfarrer Franz Sabo seit seiner Priesterweihe bis heute angehört und der seinerzeit Pfarrer Sabo für den Dienst im Bistum Basel freigestellt hatte, in den Konflikt ein. In einem an Sabo gerichteten Schreiben forderte er diesen mit Hinweis auf sein Gehorsamsversprechen auf, seine Stelle als Pfarrer von Röschenz zu kündigen. Im Januar 2008 liess Pfarrer Franz Sabo dem Bamberger Erzbischof durch seinen Anwalt antworten, dieser solle sich nicht in Sabos Konflikt mit dem Basler Bischof Kurt Koch einmischen.

### Versöhnung
Am 27. September 2008 hielten Pfarrer Sabo und Bischof Koch in einem gemeinsamen Communiqué fest, dass sie den Konflikt gelöst hätten. Bischof Koch machte den Entzug der Missio rückgängig, und Franz Sabo verpflichtete sich zur Loyalität gegenüber der Bistumsleitung. Die Einigung war in mehreren persönlichen Gesprächen unter vier Augen entstanden.
Ein weiteres Zeichen der Entspannung setzten Pfarrer Sabo und Bischof Koch am 10. Mai 2009, als sie in Röschenz gemeinsam die Firmung feierten.

## Werke
- Ich wehre mich. dpunkto verlag, Hochwald 2006, ISBN 3-03-300745-7
- Zwischen Himmel und Erde. dpunkto verlag, Hochwald 2006, ISBN 3-03-300843-7
- Die Parabel vom Patriarchen (Website Kirchgemeinde Röschenz)
- Predigten. dpunkto verlag, Hochwald 2007, ISBN 978-3-033-00843-4
- Der Tod stirbt nicht. Edition Heuwinkel, 2010, ISBN 3-906410-69-2
- Der Wecker tickt. Edition Heuwinkel, 2012, ISBN 978-2-940484-29-4

### Artikel
- Röschenzer Katholiken stellen sich einstimmig hinter Sabo. (Memento vom 30. September 2007 im Internet Archive) Basler Zeitung, 12. April 2005.
- Zeittafel der Ereignisse